# Mladá pravice
Mladá pravice je pravicově zaměřené občanské sdružení. Sdružení vzniklo v roce 2004 a za jeho vznikem stála velká část někdejších členů Mladých konzervativců Praha. Sdružení nejprve neslo název Pražský klub mladých konzervativců, v únoru 2005 došlo k přejmenování na Mladou pravici.
Mladá pravice o sobě dala vědět zejména svými demonstracemi proti komunismu a islámskému radikalismu. Ve svém programu se hlásí k ekonomickému liberalismu, podpoře současné americké a izraelské politiky, rezerovanému postoji k Evropské unii a odporu vůči multikulturalismu a islámu. Organizace se snaží spolupracovat se vznikající Stranou svobodných občanů, poté co se vzdálila ODS, v jejímž rámci její členové mimo jiné vystupovali proti starostovi Prahy 5 Milanu Jančíkovi. 
Předsedou sdružení je Lukáš Petřík, patronem byl někdejší protikomunistický odbojář Milan Paumer.